# QSC
Pour les articles homonymes, voir QSC (homonymie).
QSC est un opérateur allemand de télécommunications qui faisait partie de l'indice TecDAX. Il est basé à Cologne et opère dans plus de 120 villes un réseau DSL.